# Aboilia
Aboilia is een geslacht van uitgestorven kreeftachtigen uit de klasse van de Ostracoda (mosselkreeftjes).

## Soort
- Aboilia blessi Becker & Adamczak, 1993 †